# Austrocarabodes glabrus
Austrocarabodes glabrus är en kvalsterart som beskrevs av Sandór Mahunka 1982. Austrocarabodes glabrus ingår i släktet Austrocarabodes och familjen Carabodidae. Inga underarter finns listade.